# Przeskok generacyjny
Przeskok generacyjny to filozofia inwestowania w technologie, które w przyszłości mogą stać się dominujące, zamiast w technologie powszechnie obecnie wykorzystywań.